# Antrim Castle

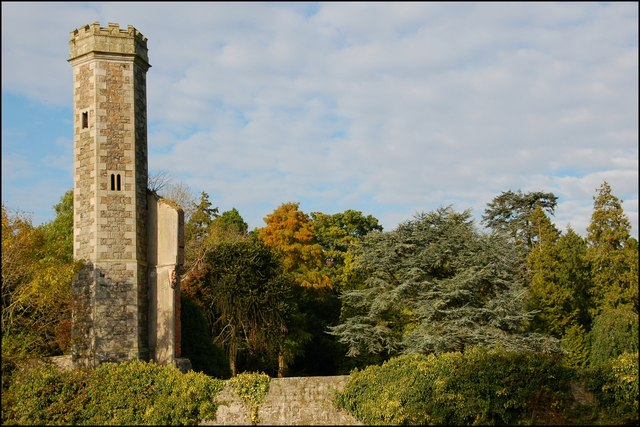
Blick auf den Turm aus dem Jahr 1887

Antrim Castle (auch Massereene Castle, irisch Caisleán Aontroma, Caisleán Mhása Ríona) war ein Schloss in Antrim, Nordirland. Es wurde zwischen 1610 und 1666 in mehreren Bauabschnitten errichtet.

## Geschichte

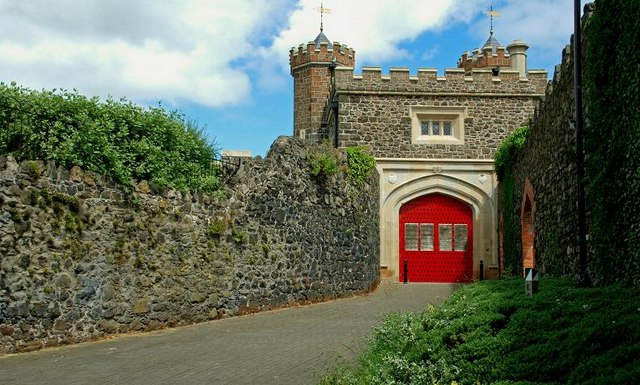
Blick auf das Torhaus

Das Schloss wurde von John Clotworthy errichtet. Nach dessen Tod ging der Besitz auf seinen Schwiegersohn John Skeffington, 2. Viscount Massereene über. Ein Parterre versorgte das Schloss mit Kräutern für die Küche oder zu medizinischen Zwecken. Das Schloss wurde von Jakobiten überfallen, die Silber im Wert von 3.000 Pfund erbeuteten. Es diente bei verschiedenen Gelegenheiten für politische Zusammenkünfte. Während eines Balls am 28. Oktober 1922 brach ein Brand aus, infolgedessen das Schloss vollkommen zerstört wurde und eine Person starb. Einiges deutete auf Brandstiftung durch die IRA, was jedoch nicht bewiesen werden konnte. Wegen der ungeklärten Brandursache weigerte sich die Versicherung, die Versicherungssumme auszuzahlen. Die Ruine blieb bis 1970 stehen und wurde dann abgerissen. Heute sind nur noch eine grasbewachsene Plattform, ein 1887 errichteter freistehender Turm im italienischen Stil und ein Torhaus erhalten. Der ebenfalls noch bestehende Schlossgarten ist eine weithin bekannte Touristenattraktion.